# 아프리카의 종교
아프리카의 종교는 크게 이슬람교, 기독교, 전통종교로 나뉜다.
이슬람교는 7세기에 아라비아 반도에서 아프리카로 전해져 지중해 연안지역으로 퍼졌다. 이슬람교가 사하라 사막을 넘어 블랙아프리카까지 퍼지기 시작한 것은 11세기 무렵으로, 평화적인 포교활동과 지하드, 그리고 북아프리카와 블랙아프리카와의 교역활동에 힘입어 널리 전파되었다. 이슬람교의 블랙아프리카로의 확대과정은 19세기 말에 시작된 열강의 아프리카 식민지 분할기에도 계속되었다. 오늘날 아프리카의 이슬람권은 북부와 서부 지역을 중심으로 하며, 동부에서는 수단, 소말리아, 에티오피아 그리고 케냐에서 탄자니아를 거쳐 모잠비크 북부에 이르는 연안부에도 띠모양으로 이슬람권이 형성되어 있다.
중앙아프리카에도 차드(인구의 50%)와 카메룬(20%) 등의 국가에 많은 이슬람교도가 있다. 아프리카의 이슬람교도의 총수는 1981년 기준으로, 1억 4,574만 명으로, 그 가운데 반수가 북아프리카, 1/4이 서아프리카, 나머지 1/4이 동부 및 중앙아프리카에 각각 거주하고 있다.
기독교는 1세기 이후 지중해 연안에서 북아프리카로 전래되었으며, 이러한 근거로는 사도행전에도 빌립 집사(부제)가 에티오피아의 내시에게 세례를 준 기록을 찾을 수 있다. 블랙아프리카에 전파된 시기는 15세기 말 포르투갈의 이 지역 진출에 따른 것으로, 그 뒤 현재의 콩고나 앙골라에서 선교사들에 의해 교회가 세워졌다. 그러나 블랙아프리카에서 기독교의 대대적인 포교활동이 시작된 것은 18세기 이후이며, 19세기 말부터 시작된 식민지주의의 본격적 진출과 함께 포교활동도 절정에 달했다. 1981년의 통계에 따르면, 아프리카의 기독교인은 총 1억 3091만 명으로, 개신교가 약 6,978만 명, 가톨릭이 약 4,802만 명, 동방 정교회계 및 기타가 약 1,310만 명이다. 기독교인의 분포지역은 대체로 이슬람교도의 분포지역에서 벗어난 블랙아프리카가 중심이다.
이 밖에 힌두교도가 약 138만 명을 헤아리나 분포지역은 인도계 사람이 많은 남아프리카 공화국이나 케냐 등 동아프리카 일부에 한정되어 있다.
나머지 아프리카인들은 대부분이 애니미즘으로 분류되는 여러 가지 전통종교를 가지고 있는데, 사회의 근대화에 따라 기독교나 이슬람교를 받아들이는 경향도 보인다. 이로 인해 기독교와 이슬람교도의 수가 서서히 증가하고 있다.

## 종교 분포
| 국가                 | 인구        | 이슬람교 | 이슬람교 인구 | 기독교 | 기독교 인구 | 기타 | 기타       |
| -------------------- | ----------- | -------- | ------------- | ------ | ----------- | ---- | ---------- |
| 앙골라               | 29,250,009  | 1.0      | 292,500       | 95     | 27,787,508  | 4.0  | 1,170,000  |
| 카메룬               | 23,794,164  | 30       | 7,138,249     | 65     | 15,466,206  | 5    | 1,189,708  |
| 중앙 아프리카 공화국 | 4,737,423   | 15       | 710,613       | 50     | 2,368,711   | 35   | 1,658,098  |
| 차드                 | 15,353,184  | 58       | 8,904,846     | 41     | 6,294,805   | 1    | 153,531    |
| 콩고 민주 공화국     | 84,004,989  | 15       | 12,600,748    | 78     | 65,523,891  | 7    | 5,880,349  |
| 콩고 공화국          | 5,399,895   | 1.6      | 86,398        | 79     | 4,265,917   | 19.4 | 1,047,579  |
| 적도기니             | 1,222,442   | 10       | 122,2442      | 86     | 1,051,300   | 4.0  | 48,897     |
| 가봉                 | 2,067,561   | 10       | 206,756       | 73     | 1,509,319   | 17   | 351,485    |
| 상투메 프린시페      | 197,700     | 3        | 5,931         | 96     | 189,792     | 1    | 1,977      |
| 부룬디               | 10,681,186  | 10       | 1,068,118     | 65     | 6,942,770   | 25   | 2,670,296  |
| 코모로               | 850,688     | 98.3     | 836,226       | 0.7    | 5,954       | 1    | 8,506      |
| 케냐)                | 50,000,000  | 11       | 5,500,000     | 85     | 42,500,000  | 4    | 2,000,000  |
| 마다가스카르         | 26,262,810  | 10       | 2,626,281     | 40     | 10,505,124  | 50   | 13,131,405 |
| 말라위               | 17,931,637  | 20       | 3,586,327     | 79.9   | 14,327,377  | 0.1  | 17,931     |
| 모리셔스             | 1,264,887   | 17.3     | 218,825       | 32.7   | 413,618     | 50   | 632,443    |
| 마요트               | 256,518     | 98.8     | 253,439       | 1.2    | 3,078       | N.A  | N.A        |
| 모잠비크             | 28,861,863  | 20       | 11,544,745    | 60     | 14,430,931  | 10   | 2,886,186  |
| 레위니옹             | 865,826     | 4.2      | 36,364        | 84.8   | 734,220     | 11   | 95,240     |
| 르완다               | 12,001,136  | 4.8      | 576,054       | 93.4   | 11,209,061  | 1.8  | 216,020    |
| 세이셸               | 94,205      | 1.1      | 1,036         | 93.1   | 87,704      | 5.8  | 5,463      |
| 남수단               | 12,323,419  | 20       | 2,464,683     | 60.5   | 7,455,668   | 19.5 | 2,403,066  |
| 탄자니아             | 55,000,000  | 35       | 19,250,000    | 61     | 33,550,000  | 4    | 2,200,000  |
| 우간다               | 38,823,100  | 14       | 5,435,234     | 81     | 31,446,711  | 5    | 1,941,155  |
| 잠비아               | 16,887,720  | 1        | 168,877       | 87     | 14,692,316  | 12   | 2,026,526  |
| 지부티               | 1,049,001   | 97       | 1,017,530     | 3      | 31,470      | N.A  | N.A        |
| 에리트레아           | 5,200,000   | 36       | 1,872,000     | 63     | 3,276,000   | 1    | 52,000     |
| 에티오피아           | 105,000,000 | 34       | 35,700,000    | 63     | 66,150,000  | 3    | 3,150,000  |
| 소말리아             | 15,181,925  | 99.8     | 15,171,925    | 0.02   | 10,000      | N.A. | N.A.       |
| 알제리               | 42,200,000  | 99       | 41,780,000    | 0.28   | 119,128     | 0.02 | 8,509      |
| 이집트               | 97,521,500  | 94.7     | 92,352,860    | 5.3    | 5,168,639   | N.A  | N.A        |
| 리비아               | 6,470,956   | 99       | 6,410,956     | 1      | 60,000      | 0.1  | 6470       |
| 모로코               | 34,779,400  | 99.1     | 34,466,385    | 0.9    | 313,014     | N.A  | N.A        |
| 수단                 | 40,810,080  | 97       | 39,585,777    | 3      | 1,224,302   | N.A  | N.A        |
| 튀니지               | 11,446,300  | 99       | 11,423,407    | 0.4    | 40,000      | 0.6  | 43,150     |
| 보츠와나             | 2,302,878   | 0.6      | 13,817        | 79.1   | 1,821,576   | 20.3 | 467,484    |
| 레소토               | 2,263,010   | 0.1      | 2,263         | 80     | 1,810,408   | 19.9 | 450,338    |
| 나미비아             | 2,413,643   | 0.4      | 9,654         | 85     | 2,051,596   | 15   | 362,046    |
| 남아프리카 공화국    | 57,725,600  | 1.9      | 1,096,786     | 79.7   | 46,007,303  | 18.5 | 10,679,236 |
| 에스와티니           | 1,300,000   | 1        | 13,000        | 90     | 1,170,000   | 9    | 117,000    |
| 짐바브웨             | 14,848,905  | 3        | 445,467       | 84     | 12,473,080  | 13   | 1,930,357  |
| 베냉                 | 11,362,269  | 27.7     | 3,147,348     | 48.5   | 5,510,700   | 22.6 | 2,567,872  |
| 부르키나파소         | 20,244,080  | 61.5     | 12,450,109    | 29.8   | 6,032,735   | 8.7  | 1,761,234  |
| 카보베르데           | 544,081     | 2        | 10,881        | 85     | 462,468     | 13   | 70,730     |
| 코트디부아르         | 24,571,044  | 42.9     | 10,540,977    | 33.9   | 8,329,583   | 23.2 | 5,700,482  |
| 감비아               | 2,163,765   | 95.7     | 2,070,723     | 4.2    | 90,878      | 0.2  | 4,327      |
| 가나                 | 29,614,337  | 18       | 5,330,580     | 71     | 21,026,179  | 11   | 3,257,577  |
| 기니                 | 11,883,516  | 86.2     | 10,243,590    | 9.7    | 1,152,701   | 4.1  | 487,224    |
| 기니비사우           | 1,584,763   | 45.1     | 714,728       | 22.1   | 350,232     | 32.8 | 519,802    |
| 라이베리아           | 4,382,387   | 20       | 876,477       | 40     | 1,752,954   | 40   | 1,752,954  |
| 말리                 | 19,107,706  | 95       | 18,152,320    | 2.4    | 458,584     | 2.6  | 496,800    |
| 모리타니             | 3,984,233   | 99.9     | 3,979,733     | 0.01   | 4,500       | N.A  | N.A        |
| 니제르               | 21,466,863  | 98.3     | 21,101,926    | 1      | 214,668     | 0.7  | 150,268    |
| 나이지리아           | 191,000,000 | 50       | 95,500,000    | 50     | 95,500,000  | N.A  | N.A        |
| 세네갈               | 15,726,037  | 96.1     | 15,112,721    | 3.6    | 566,137     | 0.3  | 47,178     |
| 시에라리온           | 7,719,729   | 78.6     | 6,067,706     | 20.8   | 1,605,703   | 0.5  | 38,598     |
| 서사하라             | 567,421     | 99.99    | 567,321       | 0.01   | 100         | N.A. | N.A        |
| 토고                 | 7,352,000   | 20       | 1,470,400     | 29     | 2,132,080   | 51   | 3,749,520  |

1. ^  최근의 인구조사 데이터가 사용됨.

## 같이 보기
- 아프리카 전통 종교 (en)